# برادرکشی (فیلم)
برادرکشی فیلمی ایرانی به کارگردانی ایرج قادری، نویسندگی سعید مطلبی و تهیه‌کنندگی رضا نورسته‌فر و محمود زریباف محصول سال ۱۳۵۷ است.

## خلاصه فیلم
دو خانواده، به دلیل قتلی که بینشان اتفاق افتاده، اختلاف دیرینه و کینهٔ ریشه‌داری دارند که هر چند وقت یکبار سبب درگیری‌های خونین میان اعضای این دو خانواده می‌شود. در حالیکه پدر غلام و حسام و سام به دلیل کشتن عموی رضا و حجت و حشمت و بلقیس که باعث دشمنی دو خانواده شده، در زندان است، حسام نیز، وقتی برای برگرداندن کفترش مخفیانه به خانه ی رضا رفته ، به دست او کشته میشود. پس از مدتی، سام و بلقیس پسر و دختری از این دو خانواده عاشق یکدیگر می‌شوند و این موضوع باعث میشود تا بار دیگر دو خانواده برابر هم بایستند. درگیری‌ها بالا می‌گیرد و دختر و پسر برای دور شدن از اختلافات دو خانواده، تصمیم به فرار میگیرند. اما توسط پلیس دستگیر میشوند و دختر به خانه برگردانده میشود. پس از اینکه خانواده بلقیس تصمیم میگیرند او را به عقد خانه شاگردشان دراورند، سام برای جلوگیری از این اتفاق از خانه خارج میشود، و در حالیکه به سختی کتک خورده و مجروح شده است، خودش را به مجلس عقد میرساند. سپس غلام، برادر بزرگ سام به کمک او میاید و پس از درگیر شدن با رضا و برادرانش، شروع به سرزنش پدر ان خانواده میکند و حرفهای او باعث تحول پدر خانواده شده و تصمیم به رفع کدورت میگیرد و با ازدواج سام و بلقیس موافقت میکند.